# Monaco az 1996. évi nyári olimpiai játékokon
Monaco az egyesült államokbeli Atlantában megrendezett 1996. évi nyári olimpiai játékok egyik részt vevő nemzete volt. Az országot az olimpián 3 sportágban 3 sportoló képviselte, akik érmet nem szereztek.

## Cselgáncs
Férfi
| Versenyző        | Versenyszám | Selejtező         | 32-es főtábla                 | Nyolcaddöntő           | Negyeddöntő       | Elődöntő          | Vigaszág első kör | Vigaszág negyeddöntő | Vigaszág elődöntő | Bronz- mérkőzés   | Döntő             | Helyezés |
| Versenyző        | Versenyszám | Ellenfél Eredmény | Ellenfél Eredmény             | Ellenfél Eredmény      | Ellenfél Eredmény | Ellenfél Eredmény | Ellenfél Eredmény | Ellenfél Eredmény    | Ellenfél Eredmény | Ellenfél Eredmény | Ellenfél Eredmény | Helyezés |
| ---------------- | ----------- | ----------------- | ----------------------------- | ---------------------- | ----------------- | ----------------- | ----------------- | -------------------- | ----------------- | ----------------- | ----------------- | -------- |
| Thierry Vatrican | Váltósúly   | erőnyerő          | Ruszlan Szeilhanov (KAZ) · GY | Flávio Canto (BRA) · V | kiesett           | kiesett           |                   |                      |                   |                   |                   | 17.      |

## Sportlövészet
Női
| Versenyző              | Versenyszám | Selejtező | Selejtező | Döntő   | Döntő    |
| Versenyző              | Versenyszám | Pont      | Helyezés  | Pont    | Helyezés |
| ---------------------- | ----------- | --------- | --------- | ------- | -------- |
| Fabienne Diato-Pasetti | Légpuska    | 385       | 39.*      | kiesett | kiesett  |

## Úszás
Férfi
| Versenyző          | Versenyszám | Előfutam | Előfutam | Előfutam | Döntő   | Döntő   | Döntő   | Helyezés |
| Versenyző          | Versenyszám | Idő      | Hely.    | Össz.    | Típus   | Idő     | Hely.   | Helyezés |
| ------------------ | ----------- | -------- | -------- | -------- | ------- | ------- | ------- | -------- |
| Christophe Verdino | 100 m mell  | 1:05,66  | 5.       | 36.      | kiesett | kiesett | kiesett | kiesett  |
| Christophe Verdino | 200 m mell  | 2:20,77  | 5.       | 28.      | kiesett | kiesett | kiesett | kiesett  |